# Hydrerad vegetabilisk olja
Hydrerad vegetabilisk olja, eller HVO, är en typ av biodiesel som kemiskt sett är identisk eller mycket lik fossil diesel och därmed kan ersätta fossil diesel till 100 %.[källa behövs]

## Råvaror
HVO tillverkas av samma råvaror som så kallade FAME-bränslen (fettsyrametylestrar). Det som skiljer är tillverkningsprocessen, där man med hjälp av väte skapar kolvätekedjor som är identiska med de som finns i dieselolja. HVO har något lägre densitet och energiinnehåll än fossil diesel.
Det gjordes försök redan 2007 med att blanda i HVO till 20 % i en produkt som benämndes miljödiesel, men försöket avslutades.[källa behövs] Tekniskt fanns det inga problem, men användningen av palmolja som råvara var kontroversiell på grund av förekomsten av odlingar med bristfällig hänsyn till miljöaspekter. 2017 var den vanligaste råvaran PFAD (palm fatty acid distillate, en restprodukt från tillverkning av palmolja), följt av slakteriavfall och tallolja.

### Framställning
Vegetabiliska oljor modifieras genom att behandlas (hydrogenering) med vätgas och katalysator i kemiska reaktorer vid förhöjt tryck och temperatur. Resultatet blir olika sorters paraffinoljor med olika kemiska och tekniska egenskaper. De är snarlika de paraffinoljor som fås genom kemisk syntes ur syntesgas, en process som kallas för Fischer-Tropsch-processen (BTL). Därför har EU-länderna enats om en gemensam teknisk standard för sådana drivmedel: CEN TS 15940. Oavsett råvara och tillverkningsprocess blir det syntetiska paraffinoljor.
Den 15 april 2016 ratificerades den europeiska standarden EN 15940, vilken definierar HVO och andra syntetiskt framställda dieselsorter.